# Roger Torrent
Roger Torrent i Ramió (Sarrià de Ter, 19 de julho de 1979) é um politólogo e político espanhol. Foi presidente do Parlamento da Catalunha de 17 de janeiro de 2018 a 12 de março de 2021. Foi também prefeito de Sarrià de Ter, cargo que ocupou de 2007 a 2018 e milita pelo partido Esquerda Republicana da Catalunha.

## Biografia
É licenciado em Ciências Políticas e Administração pela Universidade Autônoma de Barcelona e possui mestrado em estudos territoriais e urbanísticos pela Universidade Politécnica da Catalunha e pela Universidade Pompeu Fabra. Passou então a trabalhar como técnico na administração local. Em 1998, entrou para o grupo Juventudes da Esquerda Republicana da Catalunha, e em 2000 entra para o partido Esquerda Republicana da Catalunha (ERC). Em 1999, desempenha funções de regidor na Prefeitura de Sarrià de Ter e, depois de duas legislaturas, vai ser escolhido alcaide municipal em 2007, graças ao pacto entre ERC e Convergência e União. Nas eleições municipais de 2011 e de 2015, ganha novamente o cargo depois de seu partido ganhar a maioria absoluta. Em 2011, virou membro do governo provincial de Girona, desempenhando a função de porta voz da ERC. Entre 2000 e 2008, foi secretário da política parlamentária regional na federação do partido em Girona. Também foi membro do executivo da Associação Catalã de Municípios e Comarcas entre 2007 e 2011.
Nas eleições para o Parlamento da Catalunha em 2012, foi eleito deputado por Girona e demitiu-se como deputado provincial, sendo substituído por David Mascort. Em 2015, foi novamente eleito nas eleições para o Parlamento da Catalunha junto à coligação independentista Juntos pelo Sim (JxSí), onde foi escolhido como vice-porta-voz deste grupo parlamentar. Como membro do ERC e JxSí, foi membro das discussões a respeito da Lei Eleitoral em 2015 e, na XI legislatura, foi um dos deputados ativos na reforma dos regulamentos da câmara. Ele também fez parte da comissão de Governança, Administrações Públicas e Habitação; da comissão de Economia e Fazenda; da discussão conjunta para a Administração Tributária Catalã e a Comissão de Investigação da Operação Catalunha.
Nas eleições para o Parlamento da Catalunha de 2017, foi o número dois da lista da coligação Esquerda Republicana da Catalunha-Catalunha Sim, atrás da ex-conselheira Dolors Bassa. Durante a campanha eleitoral, participou de diversos debates tanto em âmbito regional como nacional, sendo logo após eleito para a XII legislatura. Em 17 de janeiro de 2018, foi eleito presidente do Parlamento da Catalunha, sucedendo Carme Forcadell, com os votos dos deputados da ERC, Juntos pela Catalunha e CUP, e abstenção do grupo Catalunha em Comum-Podemos.
Em 14 de julho de 2020, uma investigação jornalística conjunta do jornal espanhol El País e o britânico The Guardian indicou que o telemóvel do Roger Torrent foi, supostamente, vigiado por tecnologia israelita de uso governamental exclusivo.
Em 12 de março de 2021, foi sucedido como Presidente do Parlamento da Catalunha por Laura Borràs. Em 22 de maio de 2021, foi nomeado novo Secretário de Empresa e Trabalho do Governo da Catalunha.